# Banco Nacional de la República de Macedonia del Norte
El Banco Nacional de la República de Macedonia del Norte (en macedonio: Народна банка на Република Северна Македонија, tr. Narodna Banka na Republika Severna Makedonija, NBRSM) es el banco central de Macedonia del Norte, ubicado en la ciudad capital, Skopie.
El actual Gobernador del NBRSM es Anita Angelovska-Bežoska, desde el 22 de mayo de 2018.

## Funciones
El NBRM realiza las siguientes funciones:
- establecer y conducir la política monetaria;
- regular la liquidez en los pagos internacionales;
- vigilar la estabilidad del denar macedonio;
- el manejo y gestión de reservas internacionales de divisas;
- regular los sistemas de pago;
- conceder las licencias de funcionamiento para un banco y un ahorro de casa, y supervisar a los bancos y cajas de ahorros ;
- conceder una licencia para la realización de servicios de transferencia rápida de dinero y supervisar las operaciones de las entidades que prestan servicios de transferencia rápida de dinero, de conformidad con la ley;
- otorgar licencias de funcionamiento a las oficinas de cambio de divisas y supervisar sus operaciones en conformidad con la ley;
- emitir billetes y monedas;
- realizar actividades por cuenta del gobierno central y el gobierno los órganos de la administración.